# Политико, Василий Тихонович
Василий Тихонович Политико — советский государственный и политический деятель.

## Биография
Родился в 1910 году в деревне Нарцызово. Член КПСС с 1931 года.
С 1929 года — на хозяйственной, общественной и политической работе. В 1929—1976 гг. — культпропагандист Толочинского райкома ЛКСМ Белоруссии, ответсекретарь Лоевского райкома комсомола, красноармеец, оперуполномоченный, начальник ряда отделений НКВД, начальник УНКГБ Барановичской области, участник Великой Отечественной войны, замначальника ОО НКВД 19-й армии Западного фронта, 33-й армии Западного фронта, ОО НКВД 1-й саперной армии, начальник оперчекистской группы НКВД Могилевской области, замначальника ОО НКВД Западного фронта, заместитель наркома ГБ БССР, начальник УНКГБ-УМГБ Гродненской области, начальник УМГБ Гомельской области, начальник начальник УМГБ Брянской области, начальник УМВД Брянской области, заместитель министра внутренних дел БССР, начальник УМВД Брянской области, заместитель начальника УКГБ Ростовской области, уполномоченный Совета по делам религий СМ СССР по Ростовской области.
Делегат XIX съезда КПСС.
Умер в Ростове в 1986 году.